# Dinagat Islands

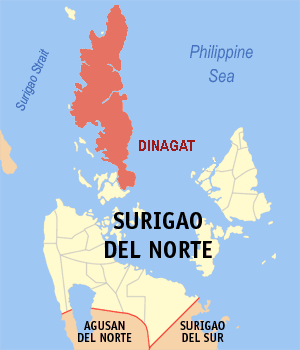
Die Insel Dinagat, Hauptteil der Provinz Dinagat Islands

Dinagat Islands (Tagalog: Kapuluang Dinagat) ist eine junge Provinz auf der Insel Dinagat und vorgelagerten Inseln. Sie liegt im Nordosten der Insel Mindanao auf den Philippinen. 
Der Sitz der Provinzregierung befindet sich in der Gemeinde San Jose im Südwesten der Insel. Die Gouverneurin war bis 2010 Geraldine Ecleo-Villaroman, seitdem ist es Glenda B. Ecleo.

## Geographie

### Allgemein
Im Norden der Inselprovinz erstreckt sich der Golf von Leyte, im Westen liegt die Insel Leyte, gegenüber der Straße von Surigao. Im Süden befindet sich die Provinz Surigao del Norte, dem nordöstlichen Teil der Insel Mindanao mit den ihr zugehörigen Inseln Gaboc Channel und Nonoc. Die Inseln Awasan Bay, Hanigad und Hikdop, ebenfalls zu Surigao del Norte gehörend, liegen im Südwesten. Im Osten öffnet sich die Philippinensee. 30 km im Südosten liegen die Inseln Siargao und Bucas Grande.
Die Provinz hat eine Fläche von insgesamt 802,12 km², dazu gehören ungefähr 47 kleinere Inseln, die unter der juristischen Verwaltung der Gemeinden stehen.
Die höchste Erhebung ist mit 929 m der Redondo im Norden der Insel Dinagat.
Die Inselprovinz ist ein bekanntes Touristenziel und zeichnet sich durch zahlreiche große und zerklüftete Felsformationen, sehenswerte Höhlen, Bergseen und Buchten aus. Diese sind die Heimat von Seeadlern, Suppenschildkröten und ein Fundgebiet für Schmucksteine.

### Inseln und Inselgruppen
| Inselname       | Aliasname       | Koordinaten           | Fläche (km²) | Einwohner | Anmerkung  |
| --------------- | --------------- | --------------------- | ------------ | --------- | ---------- |
| Cabilan-Inseln  |                 | 09° 57′ N, 125° 33′ O | …            | …         | 2 Inseln   |
| Kayosa-Inseln   |                 | 10° 25′ N, 125° 34′ O | …            | …         | 2 Inseln   |
| Tabunan-Inseln  |                 | 10° 12′ N, 125° 30′ O | …            | …         | 15 Inseln  |
| Twin-Inseln     | Twin Islets     | 10° 05′ N, 125° 29′ O | …            | 0         | 2 Inseln   |
| Agongon         |                 | 10° 05′ N, 125° 30′ O | …            | 0         |            |
| Capaquian       |                 | 09° 59′ N, 125° 32′ O | …            | …         |            |
| Dinagat         |                 | 10° 06′ N, 125° 36′ O | …            | …         | Hauptinsel |
| Dokit Rock      |                 | 09° 56′ N, 125° 42′ O | …            | 0         |            |
| Hagakhak        |                 | 10° 05′ N, 125° 29′ O | …            | …         |            |
| Hibuson         | Gibusong        | 10° 26′ N, 125° 29′ O | …            | …         |            |
| Kanhanusa       |                 | 10° 09′ N, 125° 29′ O | …            | …         |            |
| Kanhatid        |                 | 10° 05′ N, 125° 29′ O | …            | 0         |            |
| Kanihaan        |                 | 10° 10′ N, 125° 28′ O | …            | …         |            |
| Kasundalo       |                 | 10° 06′ N, 125° 29′ O | …            | …         |            |
| Kayabangan      | Pangabangan     | 10° 10′ N, 125° 30′ O | …            | …         |            |
| Kotkot          |                 | 10° 06′ N, 125° 29′ O | …            | …         |            |
| Little Hagakhak |                 | 10° 05′ N, 125° 28′ O | …            | …         |            |
| Little Hibuson  | Little Gibusong | 10° 26′ N, 125° 28′ O | …            | …         |            |
| Polo            | Puyo            | 10° 23′ N, 125° 35′ O | …            | …         |            |
| Puyo            | Puyo Islet      | 10° 00′ N, 125° 34′ O | …            | 0         |            |
| Sayao           |                 | 09° 56′ N, 125° 41′ O | …            | 0         |            |
| Sibanac         |                 | 10° 00′ N, 125° 30′ O | …            | …         |            |
| Sibukauan       |                 | 10° 04′ N, 125° 35′ O | …            | …         |            |
| Sugbuhan        |                 | 09° 56′ N, 125° 38′ O | …            | …         |            |
| Tabuk           |                 | 09° 56′ N, 125° 41′ O | …            | 0         |            |
| Tamburay        |                 | 10° 09′ N, 125° 29′ O | …            | …         |            |
| Tinao           |                 | 10° 06′ N, 128° 29′ O | …            | …         |            |
| Unib            |                 | 10° 01′ N, 125° 31′ O | …            | …         |            |

## Bevölkerung, Sprache und Religion
Dinagat Islands hat nach der Volkszählung von 2007 eine Einwohnerzahl von 120.813 Menschen. Die durchschnittliche Bevölkerungsdichte liegt bei 150,6 Bewohnern pro km². 
Die Volksgruppe der Surigaonon ist die größte der in dieser Gegend beheimateten ethnischen Gruppierungen. Weitere Volksgruppen in der Provinz sind Filipinos chinesischer, japanischer und arabischer Herkunft. Europäische und amerikanische Einflüsse sind in der Kultur dieses Gebietes aber ebenso offenkundig.
Etwa 95 % der Menschen verwenden den Dialekt Surigaonon. Die Sprachen Cebuano und Boholano sind, zwar mit einem Tausūg-Akzent versehen, aber ebenso verbreitet. Weitere Minderheiten sprechen Wáray-Wáray und Tagalog, wobei die Meisten zudem die englische Sprache beherrschen. 
Die dominante Religion ist römisch-katholisch. Andere verbreitete Glaubensrichtungen sind die Aglipayan-Kirche und Protestanten.
In der Gemeinde San Jose befindet sich das Hauptquartier der Philippine Benevolent Missionaries Association, Inc., einer pseudo-christlichen Sekte, die 1965 auf der Insel Dinagat gegründet wurde. 
Die Provinz wird in der einheimischen vorchristlichen Religion als „heiliges Land“ angesehen, da sich hier der Gott der Taifune von Da, dem Gott des Friedens, überreden ließ, seine Attacken auf die Inseln einzustellen.

## Verwaltungsgliederung
Dinagat Islands ist unterteilt in 7 eigenständig verwaltete Gemeinden:
| - Basilisa (Rizal) - Cagdianao - Dinagat - Libjo (Albor) - Loreto im Norden, einschließlich der Insel Hibuson im Nordwesten - San Jose im Südwesten - Tubajon |

Die Gemeinden wiederum sind in insgesamt 100 Barangays (Ortsteile) untergliedert. 
Die Provinz bildet einen Kongress-Distrikt.
Sie ist die fünfte Provinz des Bezirks Caraga, der Region XIII.

## Geschichte
Im Jahr 1609 wurde der Distrikt Caraga von der spanischen Kolonialverwaltung eingerichtet, der sich über die heutigen Provinzen Surigao del Norte, Surigao del Sur, dem nördlichen Teil von Davao Oriental und den Osten von Misamis Oriental erstreckte.
Im Jahre 1860 wurde die gesamte Insel Mindanao in insgesamt sechs Distrikte eingeteilt. Surigao und Agusan beinhalteten das Territorium zwischen der Bucht von Butuan und der Bucht von Caraga. Zusammen wurden sie anfangs als Ostdistrikt und ab 1870 als „Distrito de Surigao“ bezeichnet.
Im Jahre 1901 wurde Agusan unter amerikanischer Herrschaft zu einer untergliederten Kommandantur von Surigao mit dem Namen Butuan und 1911 zu einer eigenständigen Provinz ernannt.
Während des Zweiten Weltkrieges waren die Gewässer vor der Insel Dinagat Schauplatz einer der wichtigsten Schlachten des Pazifikkrieges, der See- und Luftschlacht im Golf von Leyte, die auch in der Straße von Surigao stattfand. Die Insel Dinagat war das Eingangstor der philippinisch-amerikanischen Befreiungskräfte vor der Rückkehr General Douglas MacArthurs nach Leyte. (→ Schlacht um Leyte)
Am 19. Juni 1960 wurde mit Wirkung des Republik Act Nr. 2786 die große Provinz Surigao in die eigenständigen Provinzen Surigao del Sur und Surigao del Norte aufgeteilt – Dinagat Islands wurde Teil von Surigao del Norte.
Am 2. Dezember 2006 wurde mit dem Republik Act Nr. 9355 das Ergebnis einer Volksabstimmung über eine Abspaltung von der Provinz Surigao del Norte, die mit einer knappen Mehrheit von 70.058 zu 63.144 Stimmen für eine eigenständige Provinz Dinagat Islands votierte, umgesetzt. Dinagat Islands wurde somit zur 81. Provinz der Philippinen.

## Sehenswürdigkeiten
- Der Urwald von Mancono
- Die Cambinli-Fälle und der Fluss bei Loreto
- Die Insel Pangabangan bei Libjo
- Biasong Beach bei Diganat
- Key Island bei Diganat